# Sogana
Sogana (tiếng Nhật: 草仮名, Hán-Việt: Thảo Giả Danh) là chữ viết biểu âm cổ của tiếng Nhật, hiện chỉ được dùng cho mục đích thẩm mỹ. Nó là trung gian giữa chữ viết cổ man'yōgana và chữ hiragana hiện đại.
Sogana xuất hiện chủ yếu trong các văn bản thời kỳ Heian, đáng chú ý là Eiga monogatari (栄花物語) và Makura no soshi (枕草子). Bắt nguồn từ nét chữ phác thảo của man'yogana, sogana được tiếp tục điều chỉnh vào đầu thế kỷ 11 và đã phát triển thành các ký tự Hiragana hiện đại.
Sogana bây giờ chỉ còn dùng trong nghệ thuật. Nó thường được sử dụng trong thơ ca, như trong tác phẩm Fujiwara Kozei, có phong cách được xem là hình mẫu của sogona.